# 電子政治
電子政治是一種利用電子通信媒體，特別是互聯網上的留言版或新聞組來進行信息交流，從而在選舉勝出的一種政治策略。

## 早期的電子政治
已知最早利用電子媒體作政治宣傳及部署的，是1992年美國總統選舉。當時的獨立候選人佩洛(Perot)利用當時美國覆蓋範圍最廣大的惠多網(FidoNet)的討論區作政治宣傳，並成功取得一定數量的選票。

## 現代的電子政治

### 2004年美國總統選舉
- 克里透過網上廣泛宣傳，成功在民主黨提名预选中節節勝利，成为美国民主党提名的总统候选人。

### 2004年台灣總統選舉
- 多數台灣媒體（包括網路媒體）長期針對民進黨進行負面的報導，因此出現與媒體對抗等網站反制。